# Sergio Brancato
Sergio Brancato (Napoli, 22 gennaio 1960) è un sociologo, scrittore e sceneggiatore italiano.
È docente di sociologia dei processi culturali della comunicazione presso l'Università degli Studi di Napoli Federico II, i suoi studi sono dedicati alle integrazioni espressive, ai rapporti produttivi e tecnologici tra i media dell'industria culturale, alle loro dinamiche di innovazione e alla loro incidenza sui processi sociali. Le sue ricerche e le sue pubblicazioni spaziano dall'analisi sociologica dell'immaginario metropolitano alle esperienze di convergenza e partecipazione tecno-culturale proprie dei media digitali.
Ha un passato da professionista dei media in qualità di giornalista (ha scritto tra gli altri per il Manifesto, Paese Sera, la Repubblica e il Mattino), di autore radiotelevisivo, sceneggiatore televisivo e di fumetti.
È sceneggiatore e autore delle serie a fumetti della Sergio Bonelli Editore dedicate ai personaggi de Il commissario Ricciardi e I bastardi di Pizzofalcone, tratte dai romanzi di Maurizio De Giovanni.

## Biografia
Si è laureato con lode il 27 marzo 1987 in Filosofia, presso l'Università degli Studi di Napoli Federico II, con una tesi in Sociologia delle Comunicazioni di Massa intitolata Il superuomo nella società di massa (relatore il prof. Alberto Abruzzese).
Dal 1996 al 2004 ha insegnato Teoria e tecniche del linguaggio cinematografico presso il corso di laurea in Scienze della comunicazione dell'Università degli Studi di Roma La Sapienza. Dal 2004 al 2013 ha insegnato Sociologia della comunicazione e Sociologia della multimedialià audiovisiva presso la Facoltà di Lettere e Filosofia dell'Università degli Studi di Salerno, Corso di Laurea in Scienze della Comunicazione. Dal 2013 è docente di Sociologia dell'industria culturale e Sociologia e storia dei media presso la facoltà di Sociologia dell'Università degli Studi di Napoli Federico II.
Iscritto dal 1990 all'albo dei giornalisti pubblicisti della Campania. Ha collaborato alle pagine di cultura e spettacoli per i quotidiani il Manifesto, Paese Sera, Roma, La Repubblica, Il Mattino. Ha collaborato alle riviste Linus, Corto Maltese, Mondoperaio, Cineforum, Avvenimenti, Modus vivendi e numerose altre. Ha collaborato tra il 2011 e il 2012 con una rubrica mensile dedicata alla comunicazione di brand, a Mark Up – Strumenti per il marketing e il retail, rivista mensile del Gruppo Il Sole 24 Ore. Dal maggio 2018 al dicembre 2019 è stato titolare della rubrica di cultura e comunicazione Mirroshades – Pensieri fuori gravità per il mensile Linus. Collabora come opinionista in merito alle tematiche inerenti ai media e ai processi culturali per La Repubblica – Napoli.
Tra la fine degli anni ottanta ed i primi anni novanta ha collaborato, in qualità di esperto in comunicazione ed autore testi, a programmi radiofonici quali Pomeriggio insieme, Orione, Palomar di Radiorai. Nel 1994/95 è programmista regista e autore testi del rotocalco di cultura scientifica di RadioTre Duemila. Strategie e tecniche per il futuro, primo programma italiano di broadcasting a far uso di internet. Nel 1993/94 è autore e autore testi per il rotocalco sportivo Cuore in rete, in onda sul circuito Odeon Tv. Dal 1996 al 2001 ha lavorato come sceneggiatore per le fiction televisive Un posto al sole (Raitre) e Vivere (Canale 5), realizzando oltre cento episodi di entrambe le serie. Nel 1993 è autore e sceneggiatore del pilot della serie tv Nero napoletano, tratto dal suo racconto Matto scespiriano e realizzata da Clapper Produzioni. Nel 2001 è autore del soggetto per la miniserie tv in quattro puntate Sulle strade di Eldorado, interpretato da Shel Shapiro, in onda per la programmazione estiva di Raitre. Dal 2006 è opinionista per i programmi del palinsesto notturno (Cinematografo, Sottovoce, Testimoni e protagonisti, Milleeunlibro - Scrittori in tv) della Rai-Radiotelevisione Italiana.
Nel campo dell'editoria ha diretto dal 2001 al 2013, con Gino Frezza, la collana King Kong - Studi di cinema e comunicazione per Editori Riuniti, Roma ed Esprit – Collana di studi su media e immaginario per Tunué Editori, Latina. Dal 2019 è membro del comitato scientifico della collana Transmedia – Un approccio transdisciplinare alla comunicazione, diretta da Silvia Leonzi e Giovanni Ciofalo per Armando Editore. Ha ideato e diretto, dal 1990 al 1994, la collana di letteratura per ragazzi Altroquando per Liguori Editore, Napoli. Ha collaborato come coordinatore alla voce "Televisione" e come consulente della sezione iconografica alla voce "Fantascienza" per l'Istituto dell' Enciclopedia Italiana Treccani.
Nel 1989 il suo racconto Matto scespiriano è premiato al MystFest di Cattolica e pubblicato nello stesso anno su Il Giallo Mondadori numero 2118. Nel 2018 ha pubblicato la raccolta di racconti Città del sole e della luna. Sei noir napoletani per i tipi di Homo Scrivens. Suoi racconti sono stati pubblicati nelle antologie NeoNoir. 16 storie e un sogno (Il Minotauro, 1994), Italia odia (Oscar Mondadori 2001), Partenope Pandemonium (Larcher 2007), Questi fantasmi (Boopen 2009), Loro di Monte di Dio (Guida 2020).
Nel 2010 è autore di Nero napoletano, primo graphic novel collettivo nel mondo dei comics, in cui coordina un team di 5 sceneggiatori e oltre 50 disegnatori. Il volume è stato pubblicato da Il Corriere del Mezzogiorno con il Comicon e la Scuola Italiana di Comix.
Negli anni ha pubblicato numerose storie a fumetti sulle riviste Ué, Tre, Jonas, Cineforum.
Dal 2013 è membro del comitato scientifico della rivista Mediascapes journal, Roma, Casa Editrice La Sapienza, diretta da Giovanni Boccia Artieri.
Dal 2018 è membro del comitato scientifico della rivista Im@go. A Journal of the Social Imaginary di Milano, Edizioni Mimesis.
Dal 2009 al 2011 è direttore responsabile di Brand Care Magazine dell'Editore Queimada di Bernabei & Colucci, Roma.

## Percorso accademico
Nel 1996 vince il dottorato di ricerca in Scienze della comunicazione, ricerca avanzata, gestione delle risorse e processi formativi - ciclo XI - presso il corso di laurea in Scienze della comunicazione dell'Università degli Studi di Roma "La Sapienza", conseguendo il titolo di dottore di ricerca nell'anno accademico 1998/99 con la tesi, poi pubblicata, Questioni e prospettive della sociologia del cinema. Nel 2000 è vincitore del concorso di ricercatore presso la facoltà di Sociologia di Roma "La Sapienza" per il corso in Scienze della Comunicazione, di cui è docente di diversi corsi con la cattedra di Teoria e tecniche del linguaggio cinematografico.
Dall'anno accademico 2004/2005 è supplente per l'insegnamento di Sociologia dell'industria culturale presso la facoltà di Sociologia dell'Università degli Studi di Napoli Federico II e nel 2005 consegue la nomina a professore associato confermato, trasferendosi presso la facoltà di Lettere e filosofia dell'Università degli Studi di Salerno con l'affidamento della cattedra di Sociologia della comunicazione.
Nel 2013 ottiene il trasferimento presso la facoltà di Sociologia dell'Università di Napoli Federico II, con l'affidamento delle cattedre di Sociologia dell'industria culturale e di Sociologia e storia dei media.
Nel 2017 è tra i fondatori della Sezione Immaginario dell'AIS (Associazione Italiana Sociologia). L'anno successivo, nel convegno di fondazione tenuto presso l'Università degli Studi di Verona, viene eletto nel comitato direttivo della Sezione.
Nel 2018 ottiene l'abilitazione scientifica nazionale (ASN). Entra a far parte del collegio di dottorato di ricerca in Scienze sociali e statistiche dell'Università di Napoli Federico II e dal 2019 è responsabile del Settore Media e industria culturale del Centro Europeo Direct LUPT "Maria Scognamiglio" presso sempre la stessa università.

## Ricerche
Dal 1990 al 1993 ha svolto attività di ricerca in qualità di consulente scientifico della vicedirezione generale per le nuove tecnologie della Rai, su incarico del vicedirettore Massimo Fichera.
Nel 1993 ha realizzato la ricerca Le televisioni satellitari di bandiera in Europa per il settore ricerche di RAISAT, su incarico del direttore Giampiero Gamaleri.
Nel 1997 ha collaborato in qualità di Responsabile del settore Italia del Sud alla ricerca su Caratteri e dinamiche di consumo dell'iperlettore, coordinata da Augusto Preta, commissionata dall'Associazione Italiana Editori.
Nel 1999 coordina la ricerca su La crisi della narratività nella programmazione televisiva generalista, diretta da Alberto Abruzzese per conto del Settore ricerche di Mediaset.
Nel 2000 coordina il settore Napoli e provincia della ricerca Il mestiere di insegnare. La condizione professionale degli insegnanti nella transizione all'autonomia, diretta da Alessandro Dal Lago dell'Università di Genova su incarico del Ministero della pubblica istruzione e la ricerca su Lo stato della fiction in rete, prodotta dal Corso di perfezionamento post laurea in Sceneggiatura televisiva della Facoltà di Scienze della Comunicazione dell'Università degli Studi di Roma La Sapienza per il Settore ricerche di Mediaset.
Nel 2001 coordina la ricerca Rapporto Incantesimo. Elementi di identità e appeal in una tv-serie lunga, prodotta dal Corso di perfezionamento post lauream in Sceneggiatura televisiva della Facoltà di Scienze della Comunicazione dell'Università degli Studi di Roma La Sapienza per il Settore ricerche di Mediaset.
Dal 2002 è tra i coordinatori della ricerca interateneo La televisione digitale terrestre nell'area del Mediterraneo, progetto Cofin - Ministero della Pubblica Istruzione, diretta dal Prof. Alberto Abruzzese, condotta dall'Università degli Studi di Roma La Sapienza e dall'Università degli Studi di Salerno.
Dal 2016 partecipa al progetto PRIN Death, Dying and Disposal in Italy: Attitudes, Behaviours, Beliefs, Rituals che coinvolge Università di Bologna, Università degli Studi di Milano, Università degli Studi di Bergamo, Università degli Studi di Torino, Università degli Studi di Urbino "Carlo Bo", Università degli Studi di Napoli Federico II.
Dal 2018 è il responsabile scientifico per il progetto di ricerca Innovazione, trasferimento tecnologico e progettazione dello sviluppo e valorizzazione del patrimonio culturale e ambientale su incarico del LUPT, Centro Europeo di Ateneo, Università di Napoli "Federico II".
Dal 2020 è membro del network di ricerca interuniversitario Social and Transmedia Framework.

## Opere

### Saggistica
- Fumetti. Guida ai comics nel sistema dei media, Edizioni Datanews, Roma, 1994 (2ª edizione 2000), pp. 150, ISBN 88-7981-066-9. Seconda edizione ISBN 88-7981-156-8.
- Sociologie dell'immaginario. Forme del fantastico e industria culturale, Carocci Editore, Roma, 2000, pp. 174, ISBN 88-430-1544-3.
- Introduzione alla Sociologia del cinema, Luca Sossella Editore, Roma, 2001, pp. 232, ISBN 88-87995-13-3.
- La città delle luci. Itinerari per una storia sociale del cinema, Carocci Editore, Roma, 2003, pp. 159, ISBN 88-430-2773-5.
- Senza fine. Immaginario e scrittura della fiction seriale in Italia, Liguori Editore, Napoli, 2007, pp. 170, ISBN 978-88-207-4090-0.
- La forma fluida del mondo. Sociologia delle narrazioni audiovisive tra film e telefilm, Ipermedium, Napoli, 2010, pp. 200, ISBN 978-88-86908-92-4.
- Fantasmi della modernità. Oggetti, luoghi e figure dell'industria culturale, Ipermedium, Napoli, 2014, pp. 208, ISBN 978-88-97647-11-9.
- L'imperio dei segni. Igort tra Walter Benjamin e Walt Disney, Edizioni d'if, Napoli, 2017, pp. 280, ISBN 978-88-6730-030-3.

### Coautore di saggistica
- Cesare Pavese. Tra donne sole / Michelangelo Antonioni. Le amiche, (con Nietta Caridei), Simone Editore, Napoli, 1997, pp. 83-208, ISBN 88-244-1067-7.
- Il mondo dei media. Sociologia e storia della comunicazione, (con Emiliano Chirchiano e Francesca Fichera), Guida Editori, Napoli, 2018, ISBN 978-88-6866-432-9.

### Articoli scientifici
- Il segno dei tempi. Fumetto come fonte di storia, fumetto come narrazione della storia, in Mediascapes journal, Numero 8 (2017), Casa Editrice Sapienza, Roma, ISSN 2282-2542.
- Retrieving Transmediality. Il gioco di specchi tra avanguardie artistiche e comics, con Sara Pastore, in Mediascapes journal, Numero 13 (2019), Casa Editrice Sapienza, Roma, ISSN 2282-2542.
- Tra Mito e serialità. I mutamenti del modello narrativo di Tex, in Comunicazioni Sociali. Journal of Media, Performing Arts and Cultural Studies, Anno XLII Nuova serie, Numero 3/ September-December 2020, pp. 446-456, Vita e Pensiero, Milano, ISSN carta: 03928667; ISSN digitale: 18277969 (pubblicato anche su Online First).
- Il dispositivo del fantasma. Narrazioni della perdita nella serialità televisiva italiana, con Stefania Antonioni, Roberta Bartoletti e Francesca Pasquali, in Studi culturali, Numero 1/2020, pp. 221-245, Il Mulino, Bologna, ISSN 1824-369X; E-ISSN 2612-0917.
- Il reportage disegnato. Raccontare il mondo nelle interpretazioni grafiche del fumetto, in Problemi dell'Informazione, Numero 2/2020, Il Mulino, Bologna, ISSN 0390-5195; E-ISSN 1973-817X.
- E-comics - Attualità e inattualità del fumetto nel tempo digitale = E-comics - The contemporary and uncontemporary nature of comics in the digital era, con Ivan Pintor Iranzo, introduzione a H-ermes. Journal of Communication, N. 18 (2020), Special Issue - E-comics, pp.7-10, ESE - Salento University Publishing, Lecce, e-ISSN 2284-0753.